# Alyssum sergievskajae
Alyssum sergievskajae là một loài thực vật có hoa trong họ Cải. Loài này được Krasnob. mô tả khoa học đầu tiên năm 1975.